# Färjeleden Ramsmora-Djurö

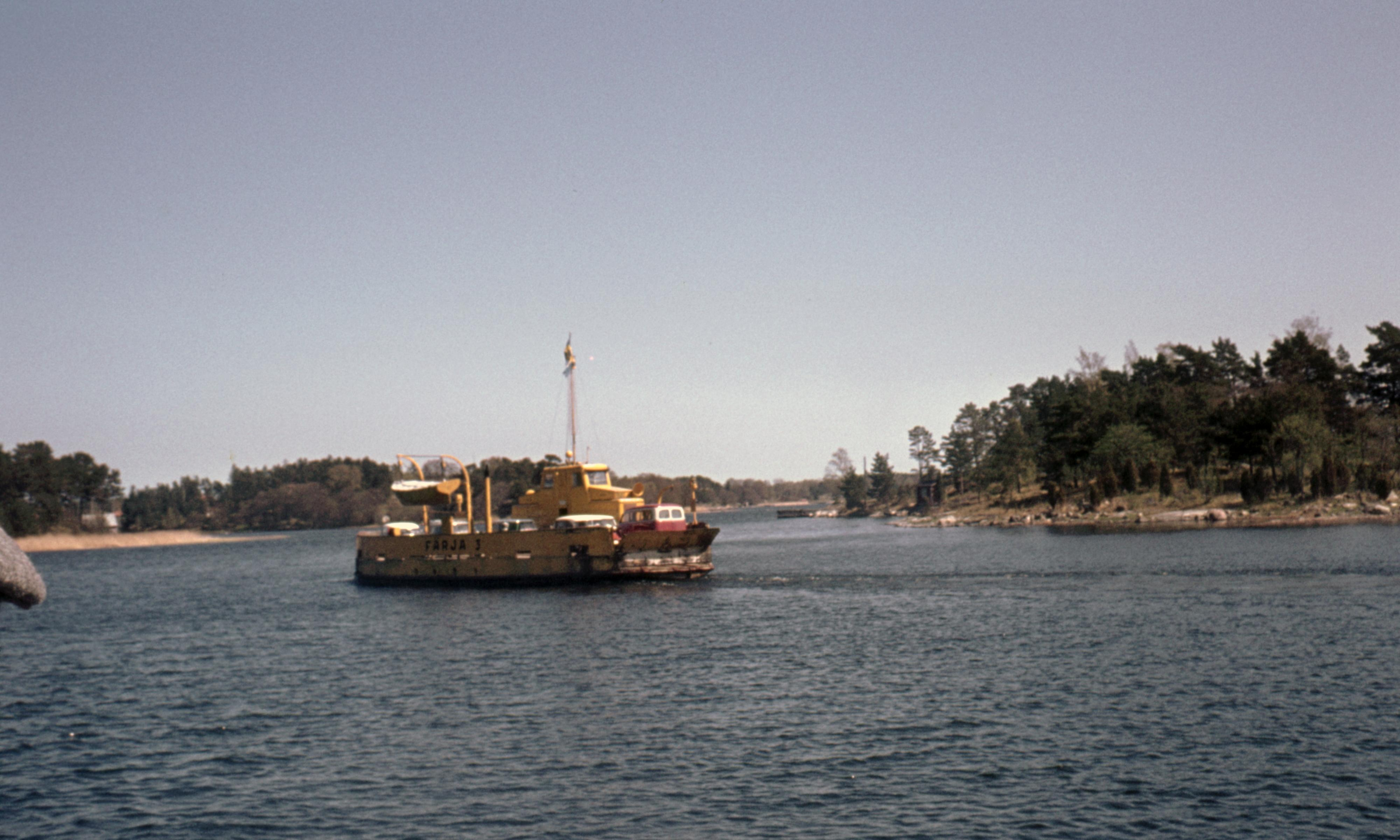
Färja 61/3, maj 1962

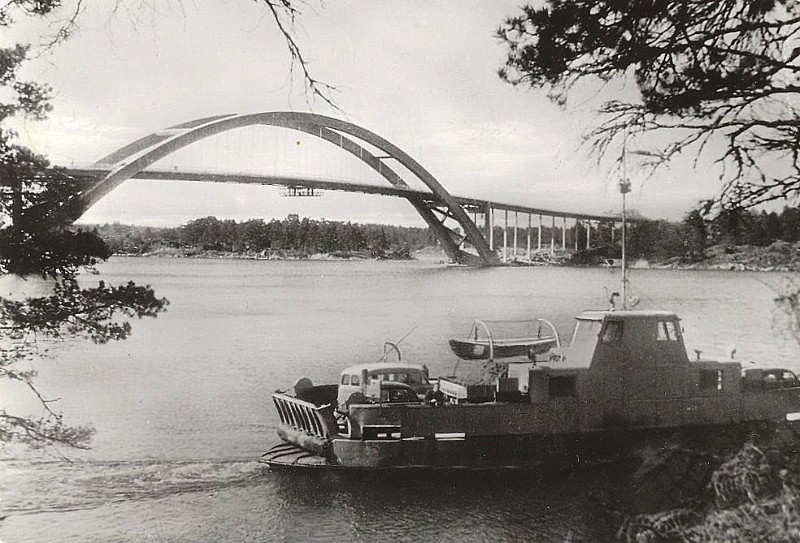
Den nästan färdigställda Djuröbron och Djuröfärjan, 1962

Färjeleden Ramsmora-Djurö var en 1,3 kilometer lång färjeled mellan Ramsmoraviken vid Stavsnäs på Fågelbrolandet och Talludden på Djurö i nuvarande Värmdö kommun, som upprätthölls mellan 1938 och 1962. Den ersattes 1962 av Djuröbron. Den sista färjeturen gick den 26 maj 1962.
Färjeleden invigdes av landshövding Nils Edén och trafikerade från den 5 juni 1938 av färjan "Ramsmora-Djurö", som levererades av Byggnads AB Contraktor till Värmdö Skeppslags Väghållningsdistrikt på Värmdö. Färjan hade byggts av betong på det av AB Marinbetong drivna Brandholmens varv i Nyköping. Den var 22,50 meter lång och sju meter bred och drevs av en Skandia råoljemotor på 100 hk. Färjan tog åtta personbilar.
Färjan övertogs senare av Stockholms Läns Östra Vägdistrikt och 1944 av den centrala myndigheten Kungliga Väg- och Vattenbyggnadsstyrelsen. Den omdöptes 1946 till "Djurö färja" och 1955 till "Färja Nr. 5" (1956: "Färja 61/5"). Efter brons tillkomst flyttades den till Skanssundsleden mellan Mörkö och Hörningsnäs över Skanssundet i Södertälje kommun. Färjan avfördes 1964.
Denna färja kompletterades 1953 med en andra, och ungefär lika stor, betongfärja, "Djurö II" (senare "Färja Nr. 3" och "Färja 61/3"), som byggts 1941 också på Brandholmens varv. Efter brons tillkomst överfördes hon till Skanssundsleden som reservfärja. Under den sista tiden före brons tillkomst var tre färjor insatta.